# Léon Richer
Ne doit pas être confondu avec Léon Richet.
Léon Richer, né le 19 mars 1824 à L'Aigle (Orne) et mort le 15 juin 1911 à Paris, est un journaliste libre-penseur et féministe français.
La militante féministe Hubertine Auclert le considérait comme le « père du féminisme » et l'autrice Simone de Beauvoir comme son « véritable fondateur ».

## Biographie
Né dans une famille aisée, il fut de bonne heure destiné au notariat, mais des revers de fortune le tinrent confiné pendant quinze ans, dans la modeste situation de clerc de notaire à Choisy-le-Roi, aux appointements de 1 200 francs par an, avec à sa charge une mère et une sœur, dont il était l’unique soutien. C’est durant cette période qu’il eut l’occasion de mesurer les inégalités du code à l’égard des femmes, et de constater à peu près quotidiennement les injustices, qui révoltaient sa conscience, commises à l’abri des lois contre ces éternelles mineures.
Après avoir travaillé à la compagnie du Paris-Orléans, Richer entra, au milieu des années 1860, dans le journalisme et, en 1865, alors qu’il collaborait à diverses publications philanthropiques et sociales, il commença dans quelques conférences publiques à soulever la question des droits de la femme. Attaché à la rédaction de l'Opinion nationale dirigée par Adolphe Guéroult, en juillet 1866, pour succéder à Edmond About, il inaugura un genre nouveau en traitant, de 1866 à 1868, la question religieuse dans une série de Lettres d’un libre-penseur à un curé de village, qui furent largement discutées et dont le succès fut tel que l’auteur dut les rééditer en deux volumes. Il a publié une série de pamphlets dans le même sens : Le Tocsin, Alerte ! et Propos d’un mécréant, auxquels les ultramontains répondirent par des attaques contre l’auteur, décrit comme un « homme tranquille et sérieux ».
Au mois d’avril 1869, il a fondé l’hebdomadaire le Droit des femmes, dont le but était de réformer les droits légaux des femmes, qui a paru jusqu’en 1891. On y revendiquait la création d’un conseil de famille qui aiderait les femmes dont les maris ou pères étaient abusifs, une meilleure éducation des filles, des salaires plus élevés pour les femmes afin de réduire le besoin de prostitution, des salaires égaux pour un travail égal, des femmes qualifiées de la propriété et de la richesse et des révisions du Code civil. Le journal n’exigeait pas le suffrage des femmes, que Richer affirmait toujours soutenir, mais auquel il trouvait toujours, en pratique, des raisons de s’opposer. Il rédigeait la plupart du journal, dont il était le rédacteur en chef. Maria  Deraismes, qui aidait à financer le journal, y contribuait également. Elle fonda, avec lui, la « Société pour l’amélioration du sort de la femme », qui a organisé le premier banquet féministe, le 11 juillet 1870.
Il a été en correspondance avec la féministe Eugénie Niboyet[réf. souhaitée].

## Troisième République

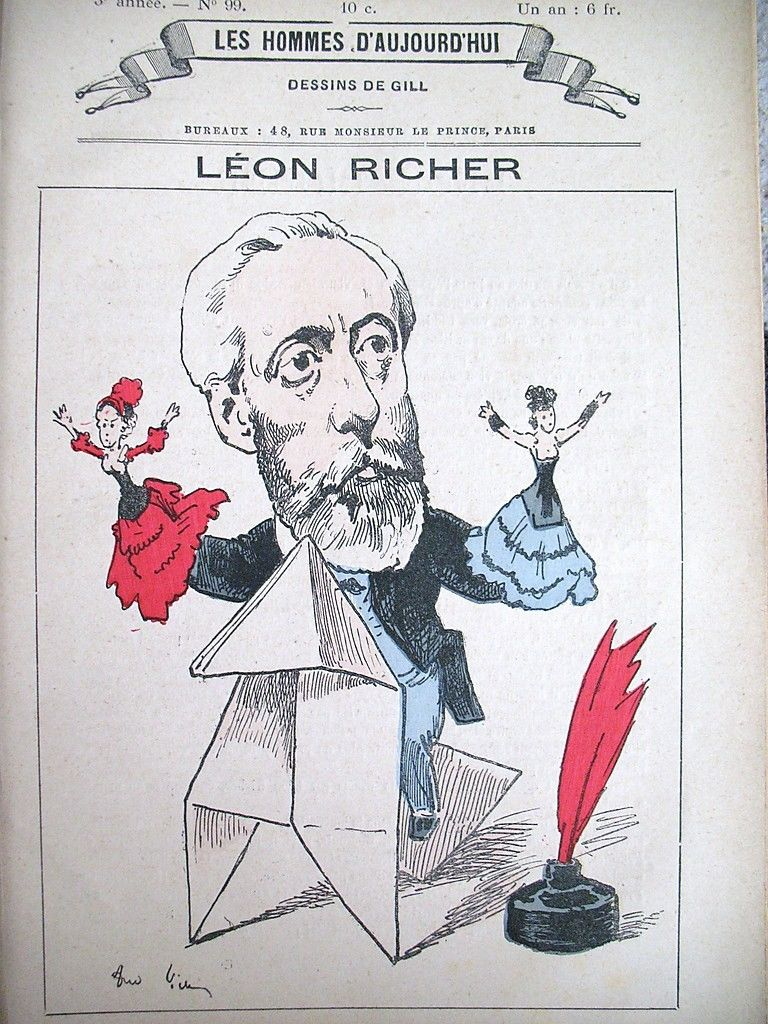
Léon Richer par André Gill dans Les Hommes d’aujourd’hui.

Sous la Troisième République, née le 4 septembre 1870 de l’effondrement du Second Empire pendant la guerre franco-prussienne, le pays était divisé entre républicains libéraux et monarchistes conservateurs, mais les deux groupes s’étant unis pour s’opposer aux mœurs relâchées de l’ancienne cour impériale, les droits des femmes furent associés à l’immoralité. Les féministes reprirent leurs activités, mais en faisant profil bas. Le 16 avril 1870, Léon Richer crée l’Association pour le droit des femmes avec Maria Deraismes.
De 1879 à 1885, il fut rédacteur en chef au Petit Parisien, où il signait des articles « la politique au jour le jour » et des chroniques très suivies, sous le pseudonyme de « Jean Frollo ». Il a publié plusieurs études de philosophie religieuse dans l’Alliance religieuse universelle puis dans la Libre Conscience, dirigée par Henri Carle. 
Après l’autorisation, en 1868, des réunions politiques, il a arrangé et dirigé une série de conférences parisiennes au Grand Orient, rue Cadet et à la salle des Capucines, où il a parlé plusieurs fois. La participation, en février 1866, à ces « conférences philosophiques » de Maria  Deraismes, une riche héritière qui avait décidé de ne pas se marier afin de conserver son indépendance, a contribué à lancer sa carrière de féministe. La sollicitation de Maria Deraismes par Léon Richer avait aussi pour but de convaincre ses frères d’admettre les femmes dans la franc-maçonnerie, mais le Grand Orient ne se prononça pas en ce sens et Maria Deraismes fonda l'obédience mixte Le Droit humain
À l’été 1878, il organisa, avec Maria Deraismes, une conférence sur les droits des femmes, dont le comité d’organisation comprenait des représentants de France, de Suisse, d’Italie, des Pays-Bas, de Russie et d’Amérique, pour discuter d’histoire, d’éducation, d’économie, de morale et de droit. Hubertine Auclert ayant essayé d’y soulever la question du suffrage féminin, ceci fut rejeté comme prématuré et Auclert rompit les rangs tandis que la majorité des féministes restait aux côtés de Maria Deraismes et Richer, qui prônaient la stratégie pragmatique de « la brèche » et s’opposaient à la stratégie conflictuelle d’attaque préconisée par Auclert. Leur priorité étant de consolider la République laïque, les droits politiques des femmes venaient en second derrière cet objectif. L’alliance avec les républicains s’avéra fructueuse dans la mesure où le projet de loi sur le divorce qu’il avait élaboré avec l'espoir de le voir déposer à la Chambre des députés, fut repris par Alfred Naquet, un féministe de la première heure.
Le 5 mai 1874, au moment où la Ligue Internationale des Femmes, fondée à New York, venait demander l’adhésion de l’Association pour le Droit des Femmes pour une action commune en Europe, le Comité, présidé par Léon Richer, décida l’affiliation de l'Association qui modifia son règlement et prit alors le titre de Société pour l’amélioration du sort des Femmes. Contraint en décembre 1875, de dissoudre sa Société, Richer, infatigable lutteur, ne se découragea pas et augmenta le nombre de ses conférences, créa des diners mensuels et continua la propagande dans son journal. En mars 1877, il ressuscitait la Société pour l’amélioration du sort de la Femme il fut réélu président, et se passa d'autorisation jusqu’au 13 aout 1878. Dans cet intervalle, il avait fait paraitre un volume intitulé la Femme libre, et préparé un Congrès qu’il réunit en pleine Exposition universelle de 1878. Ce premier Congrès international du Droit des Femmes eut un retentissement très grand, et fut vraiment le premier acte important du féminisme en France. À partir de ce moment Léon Richer vit s’ouvrir des portes qui lui avaient été jadis closes.
En octobre 1882, en désaccord avec la prise de position par Maria Deraismes, en faveur du suffrage féminin, considérée par Auclert comme une grande avancée, il se mit en retrait de la Société pour l’amélioration du sort de la femme,,, pour fonder, en novembre 1882, la Ligue française pour le droit des femmes et publia les noms des 66 membres fondateurs, dans le numéro de décembre 1882 du Droit des Femmes. Lors de la première assemblée générale de la Ligue, en janvier 1883, Victor Hugo fut nommé président honoraire avec Maria Deraismes et Auguste Vacquerie, rédacteur en chef au Rappel, comme vice-présidents honoraires. Richer estimait qu’il était plus facile de faire évoluer la législation en collaborant avec les politiciens. À la fin de 1883, la Ligue comptait 194 membres, dont près de la moitié étaient des hommes, y compris des politiciens et des écrivains. Les adhésions diminuèrent au cours des années suivantes pour ne compter, au bout de dix ans, que 95 membres. De plus en plus dépendant des subventions de la Ligue, le Droit des Femmes frôla souvent la faillite.

En 1883, dans le Code des Femmes, qui définit les réformes les plus urgentes et les plus aisées à accomplir dans l’immédiat, mais d’où est notoirement absent le suffrage des femmes, il adopte une ligne anti-cléricale, craignant les « millions de voix femelles sujettes à la domination occulte du prêtre, du confesseur ». Opposé au vote des femmes qu’il juge soumises à la religion et à la réaction, il réaffirme, en avril 1885, son soutien au principe du suffrage des femmes : 

« Oui, la femme devrait avoir le droit de vote. Elle est humaine. elle a ses propres intérêts ; elle est dans les affaires, l’industrie et [sous réserve de] l’octroi de licences ; elle participe au maintien de l’État ; elle paie, comme nous, les impôts directs et indirects, c’est-à-dire l’impôt personnel, la taxe foncière, la taxe sur le pain, la viande et les boissons ; elle est jugée dans nos tribunaux ; elle paie son sang – sur le sang de son fils – sur les champs de bataille ; Elle partage nos misères, comme elle partagerait nos triomphes et nos joies. Tout ce que nous touchons la touche. Son exclusion des droits communs n’est pas seulement un déni de justice, un acte d’oppression individuelle, c’est un crime social. »

Au début de 1886, il avait provoqué la constitution d’une commission extra-parlementaire composée des sénateurs et députés adhérents à la Ligue. Il faisait partie de cette Commission, à laquelle il présenta, en avril 1886, trois propositions de loi ayant pour objets 1° l’accession des femmes mariées et non mariées à la possession complète des droits civils et de famille 2° la modification des articles du Code civil relatifs à la nationalité des femmes mariées 3° l’émancipation civile des femmes mariées. On lui doit également le projet de loi sur la recherche de la paternité, qui fut présenté par le député féministe Gustave Rivet.
Préoccupé par le fait que les femmes n’étaient pas encore éduquées dans les principes républicains, il écrit dans le Droit des Femmes en date du 20 mai 1888 : « Je crois qu’à l’heure actuelle, il serait dangereux – en France – de donner aux femmes le vote politique. Elles sont en grande majorité réactionnaires et cléricales. Si elles votaient aujourd’hui, la République ne durerait pas six mois » et déclare que les féministes radicales « compromettent gravement la cause qu’elles prétendent défendre ».

## Dernières années

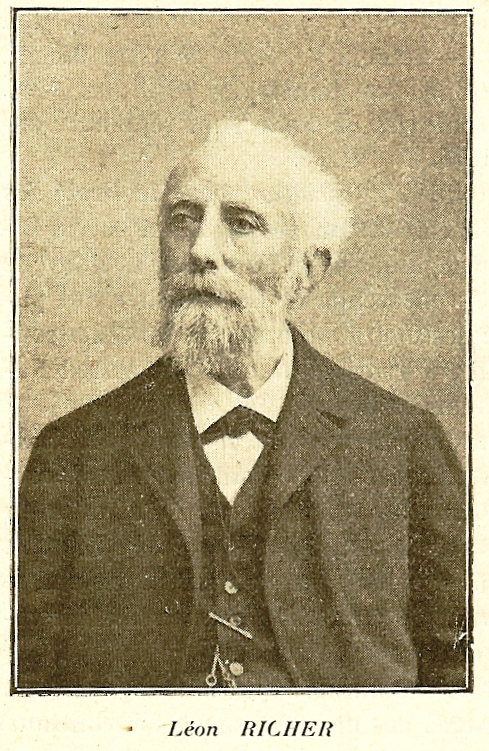
Richer septuagénaire.

Le gouvernement français ayant parrainé, en décembre 1889, un « congrès des femmes » présidé par Jules Simon, saluant le rôle des femmes dans la société et, en particulier, leurs activités caritatives, il reprit contact avec Maria Deraismes, dont il était séparé depuis les années 1880, pour organiser conjointement un congrès alternatif intitulé « Congrès français et international du droit des femmes », à Paris du 25 au 29 juin 1889. Émilie de Morsier, qui était l’une des organisatrices du congrès du gouvernement, a également assisté à ce congrès, tenu au cours de l’Exposition universelle de 1878 et contribué financièrement à son soutien, et qui fut une véritable triomphe. C’est sous l’impulsion de cette imposante manifestation du Congrès que la Chambre a voté la Loi relative à l’électorat des femmes commerçantes pour les tribunaux de commerce, déposée par le vice-président de la Chambre, le fervent féministe Ernest Lefèvre. 
En 1890, il fonde la Fédération internationale pour la revendication des droits de la Femme, comprenant la France, la Belgique, l’Angleterre. l’Écosse, la Suède, la Suisse, l’Italie, la Pologne, la Grèce, l’État de New-York, et en fut élu Président. À la fin de 1891, la fatigue, l’âge et de nombreuses déceptions, notamment en raison des divisions qui s’étaient produites au sein du mouvement féministe à cette époque, celui-ci dut abandonner ses Sociétés entre les mains de ses collaborateurs et collaboratrices, et suspendre, en décembre 1891, la parution de son journal, le Droit des femmes, qui demeure néanmoins le périodique féministe du XIXe siècle ayant eu la plus grande longévité. Dernier des principaux féministes masculins, il laissait une organisation de plus en plus dirigée par les femmes et un « féminisme républicain » réformiste, qui représentait essentiellement les besoins et les désirs des femmes de la classe moyenne, ne répondant plus aux besoins des travailleuses pauvres, comme pouvaient le faire les socialistes. Il suivit toutefois l’évolution des idées et prononça son dernier discours, le 25 mai 1902, au banquet de quatre francs qui lui fut offert par les Sociétés féministes pour son 78e anniversaire.
Auteur de nombreux ouvrages, il était membre de la Société des gens de lettres depuis 1868, doyen de l’Association des journalistes républicains, membre de l’Association des journalistes parisiens depuis sa fondation, en 1881 et franc-maçon. Le Conseil de la Société française de secours aux blessés et aux malades des armées de terre et de mer lui avait remis, le 2 juillet 1871, une croix de bronze et un diplôme en souvenir des bons services rendus pendant la guerre comme co-directeur des Sœurs de France, tandis que le maire du 10e arrondissement de Paris lui décernait une médaille destinée à rappeler le dévouement patriotique dont il avait fait preuve pendant le siège de Paris, notamment durant l’hiver 1870-1871. Enfin, le Comité de la Ligue française pour le droit des femmes, dans une de ses séances, avait délégué René Viviani pour remettre à son vénéré président une médaille d’argent en reconnaissance de son dévouement.
Il meurt le 15 juin 1911 à Paris, puis est inhumé au cimetière du Père-Lachaise (48e division).
Hubertine Auclert le considérait comme le « père du féminisme » et Simone de Beauvoir comme son « véritable fondateur ».

## Publications
- Léon Richer et Adolphe Guéroult, Lettres d’un Libre-Penseur à un Curé de Village,... précédées d’une introduction par A. Guéroult, Paris, Armand le Chevalier, 1868 (lire en ligne).
- Le Tocsin, Paris, Madre, 1868 (lire en ligne).
- Alerte !, Paris, A. Panis, 1868 (lire en ligne).
- Propos d’un mécréant, Paris, Panis, 1868 (lire en ligne).
- Léon Richer et Victor Poupin, Le livre des femmes, Paris, Bibliothèque Démocratique, 1872 (lire en ligne).
- Lettres parisiennes : la politique en 1873, Paris, Librairie de la Société des gens de lettres, 1874 (lire en ligne).
- Le Divorce : projet de loi précédé d’un exposé des motifs et suivi des principaux documents officiels se rattachant à la question, Paris, Le Chevalier, 1874 (lire en ligne).
- Un mariage honteux, Paris, E. Dentu, 1876 (lire en ligne).
- La Femme libre, Paris, Édouard Dentu, 1877 (lire en ligne).
- Le Droit des femmes, 1879 (lire en ligne).
- Le Code des femmes, Paris, Édouard Dentu, 1883 (lire en ligne).